# Temelucha retiferanae
Temelucha retiferanae är en stekelart som beskrevs av Setsuya Momoi 1962. Temelucha retiferanae ingår i släktet Temelucha och familjen brokparasitsteklar. Inga underarter finns listade i Catalogue of Life.